# Ruanda en los Juegos Olímpicos de Londres 2012
Ruanda estuvo representada en los Juegos Olímpicos de Londres 2012 por siete deportistas, cinco hombres y dos mujeres, que compitieron en cuatro deportes.
El portador de la bandera en la ceremonia de apertura fue el ciclista Adrien Niyonshuti. El equipo olímpico ruandés no obtuvo ninguna medalla en estos Juegos.